# Pomeranio del Este
Pomeranio del este,  pomeranio oriental (Ostpommersch) o simplemente Pomeranio es un dialecto del bajo alemán oriental que se utiliza o que se habló en el norte de Polonia (anteriormente parte de Alemania hasta el final de la Segunda Guerra Mundial) y hoy día se mantiene vivo en los estados brasileños: Rio Grande do Sul, Santa Catarina, Rondonia y Espirito Santo donde goza de cooficialidad junto al portugués en diversos municipios.
El nombre de Pomerania proviene  del eslavo po more, lo que significa «tierra en el mar».
El dialecto se habla sobre todo en la región de Pomerania Central (Hinterpommern) de la provincia prusiana de Pomerania y en Pomerelia. Después de la Segunda Guerra Mundial, los  habitantes alemanes de habla pomerania oriental de la región fueron expulsados en gran parte al oeste de Alemania. También es hablado por inmigrantes y sus descendientes en Brasil.
Las variedades de pomeranio oriental son: Westhinterpommersch, Osthinterpommersch, Bublitzisch y Pommerellisch.

## Pomeranio del Este en Brasil

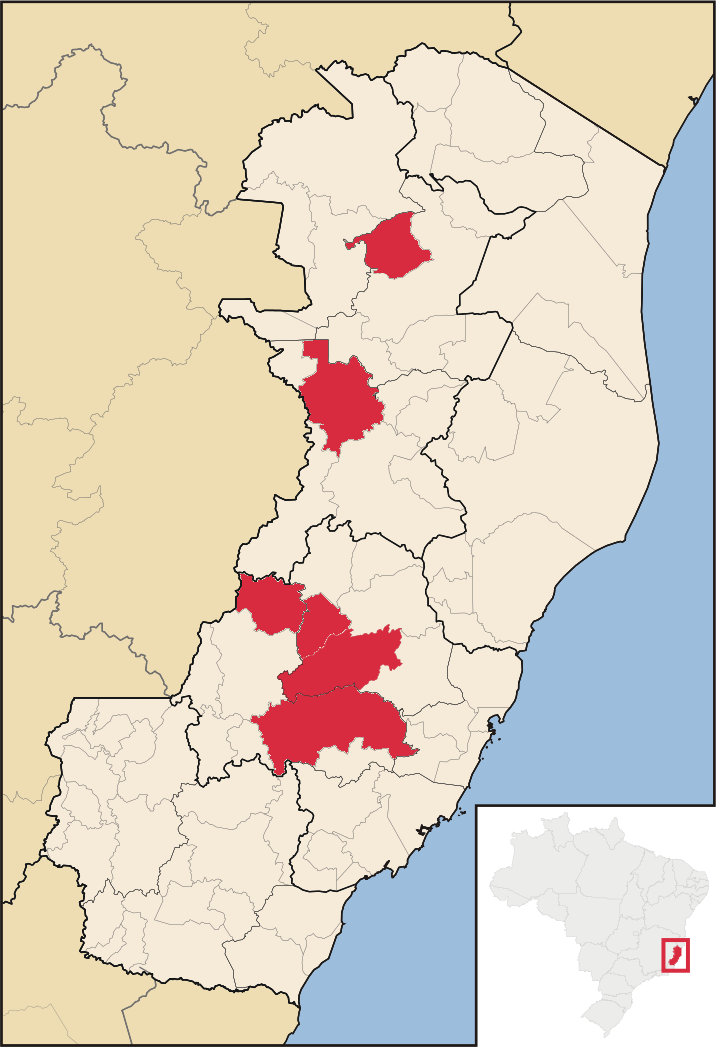
Municipios en que el
pomeranio del este (Ostpommersch) es cooficial en Espírito Santo, Brasil.

El pomeranio del este es hablado en diversas regiones de Brasil, principalmente en los estados meridionales de Santa Catarina y Rio Grande do Sul, así como en el estado de Espírito Santo. Muchas comunidades alemanas en Brasil surgieron en regiones inhóspitas, donde era escasa la presencia de hablantes del portugués. Como consecuencia, muchas de estas comunidades siguieron conservando su idioma de origen por varias generaciones. Este aislamiento lingüístico y cultural fue combatido de manera agresiva por el gobierno de Getúlio Vargas, por medio de una campaña de nacionalización entre los años 1938 e 1945.
En los últimos años, varios gobiernos vienen promoviendo la educación y el estudio del dialecto. Por medio del Programa de Educación Escolar Pomeranio (PROEPO) se ha intentado incentivar culturalmente a los municipios brasileños que poseen al pomeranio del este como lengua cooficial o que posean muchos hablantes de esa lengua. El programa busca capacitar a profesores de la educación pública, de forma que puedan enseñar el dialecto pomeranio del este en las escuelas locales.
Una de las ciudades más conocidas de Brasil donde prevalece el bilingüismo pomeranio-portugués es Pomerode, en Santa Catarina. Otra de las localidades donde se hablaba este dialecto del bajo-alemán es Dona Otília, en el municipio de Roque Gonzales, Canguçu, en Rio Grande do Sul. En Espírito Santo, en las ciudades de Afonso Cláudio, Pancas, Itarana, Santa Leopoldina, Santa María de Jetibá (donde es lengua oficial), Vila Pavão, Domingos Martins y Laranja da Terra, el pomeranio del Este se volvió una lengua de uso corriente debido a la llegada de inmigrantes. Hasta hoy es la lengua materna de muchos habitantes de la región, y en varias distritos de las ciudades anteriormente citadas es la lengua más hablada. Sin embargo, por muchos años, la alfabetización de los pomeranios en la región era hecha en alemán, y posteriormente en portugués, por eso solamente una porción pequeña de los hablantes la escribe y en general se comunican de manera escrita en alemán o en portugués. 
En agosto de 2011 fue aprobada la PEC 11/2009, enmienda constitucional que incluye en el artículo 182 de la Constitución Estadual al dialecto pomeranio del este, junto con el idioma alemán, como patrimonios culturales del estado de Espírito Santo. El municipio de Santa María de Jetibá posee una estación radial en pomeranio del este, la Pommer Rádio.

### Espírito Santo
- Domingos Martins[6][7][8]
- Itarana[9][10]
- Laranja da Terra[7][8]
- Pancas[7][11][12]
- Santa María de Jetibá[7][13]
- Vila Pavão[7][14]

### Minas Gerais
- Itueta (sólo en el distrito de Vila Neitzel)[15][16][17]

### Santa Catarina
- Pomerode[18][19][20]

### Rio Grande do Sul
- Canguçu (en aprobación)[21][22]

### Rondônia
- Espigão d'Oeste[23]